# Lobriivka, Baștanka
Lobriivka (în ucraineană Лобріївка) este un sat în comuna Kostîci din raionul Baștanka, regiunea Mîkolaiiv, Ucraina.

## Demografie
Componența lingvistică a localității Lobriivka
     Ucraineană (96,19%)
     Rusă (2,86%)
     Alte limbi (0,95%)
Conform recensământului din 2001, majoritatea populației localității Lobriivka era vorbitoare de ucraineană (96,19%), existând în minoritate și vorbitori de rusă (2,86%).